# Альметов Олександр Давлетович
Олександр Давлетович Альметов (рос. Александр Давлетович Альметов; нар. 18 січня 1940, Київ, СРСР — пом. 21 вересня 1992, Москва, Росія) — радянський хокеїст, центральний нападник. Олімпійський чемпіон.

## Клубна кар'єра
Вихованець хокейної школи ЦСКА (Москва). За основну команду дебютував у сезоні 1958/59. Більшість часу грав з Костянтином Локтєвим та Веніаміном Александровим. Ця ланка існувала сім років і вважається найсильнішою у радянському хокеї першої половини 60-х років. Сучасники називали їх «тріо академіків». Семиразовий чемпіон СРСР (1959—1961, 1963—1966). Найкращий снайпер 1964 року — 40 закинутих шайб. Всього в чемпіонатах СРСР провів 220 матчів (212 голів). Володар кубка СРСР 1961, 1966, 1967. У кубкових матчах закинув 15 шайб. За результатами сезону обирався до символічної збірної. Член клуба Всеволода Боброва (306 голів).

## Виступи у збірній
У складі національної збірної був учасником двох Олімпіад (1960, 1964). У Скво-Веллі здобув бронзову нагороду, а в Інсбруку збірна СРСР була найсильнішою.
Чемпіон світу 1963—1967; третій призер 1960, 1961. На чемпіонатах Європи — шість золотих (1960, 1963—1967) та одна срібна нагорода (1961). Двічі був обраний до символічної збірної (1965, 1967).
На чемпіонатах світу та Олімпійських іграх провів 50 матчів (37 закинутих шайб), а всього у складі збірної СРСР — 107 матчів (75 голів).

## Життя після спорту
1967 року Альметов, який і раніше не дуже дотримувався спортивного режиму, після перемоги на чемпіонаті світу 1967, на якому він увійшов до символічної трійки кращих нападників, пропустив літню підготовку і виявився неготовим до нового хокейного сезону. У відповідь на вимоги тренерів і керівництва ЦСКА збільшити кількість тренувань і дотримуватися спортивного режиму Альметов оголосив, що завершує виступи.
Після цього ще деякий час пограв в армійській команді міста Куйбишев. Завершив виступи у неповних 28 років. Пробував працювати тренером в школі ЦСКА, але не сподобалося. Не знайшов прийнятного для себе роду занять, не пов'язаного зі спортом. Працював землекопом, у лазні. Рік мешкав у США.
Помер 21 вересня 1992 року на 53-му році життя у Москві. Похований на Ваганьківському кладовищі.

## Цитати
|                   | ...Саша Альметов не перетримував шайбу в болючих пошуках найкращого рішення - він знаходив його миттєво. Надзвичайно висока техніка дозволяла йому творити дива у найскладніших ситуаціях. Його результативність деколи викликала здивування. Одного разу, в матчі з московським «Динамо», він закинув шість шайб і нагнав страху на всіх суперників на цілий сезон... |
| — Анатолій Фірсов | |

|                    | Трійка складається, якщо я думаю на п'ять ходів вперед, а мій партнер - на чотири, або краще на шість. Альметов і Александров були саме такими партнерами |
| — Костянтин Локтєв | |

## Державні нагороди та почесні звання
- 1963 — «Заслужений майстер спорту СРСР»
- 1965 — Орден Трудового Червоного Прапора

## Спортивні досягнення

### Командні
- Олімпійський чемпіон (1): 1964
- Бронзовий призер Олімпійських ігор (1): 1960
- Чемпіон світу (5): 1963, 1964, 1965, 1966, 1967
- Бронзовий призер чемпіонату світу (2): 1960, 1961
- Чемпіон Європи (6): 1960, 1963, 1964, 1965, 1966, 1967
- Срібний призер чемпіонату Європи (1): 1961
- Чемпіон СРСР (7): 1959, 1960, 1961, 1963, 1964, 1965, 1966
- Срібний призер чемпіонату СРСР (1): 1967
- Бронзовий призер чемпіонату СРСР (1): 1962
- Володар кубка СРСР (3): 1961, 1966, 1967

### Особисті
- Символічна збірна чемпіонату світу (2): 1965, 1967
- Найкращий снайпер чемпіонату СРСР (1): 1964 (40 голів)

## Статистика
| Сезон   | Чемпіонат СРСР | Чемпіонат СРСР | Збірна СРСР | Збірна СРСР | Всього | Всього |
| Сезон   | Ігри           | Голи           | Ігри        | Голи        | Ігри   | Голи   |
| ------- | -------------- | -------------- | ----------- | ----------- | ------ | ------ |
| 1958/59 |                | 8              | 1           | 1           |        | 9      |
| 1959/60 |                | 17             | 11          | 4           |        | 21     |
| 1960/61 |                | 21             | 11          | 6           |        | 27     |
| 1961/62 | 31             | 30             | 8           | 2           | 39     | 32     |
| 1962/63 | 31             | 23             | 12          | 10          | 43     | 33     |
| 1963/64 |                | 40             | 12          | 10          |        | 50     |
| 1964/65 | 31             | 26             | 19          | 20          | 50     | 46     |
| 1965/66 | 33             | 24             | 15          | 8           | 48     | 32     |
| 1966/67 | 36             | 23             | 18          | 15          | 54     | 38     |
| 1967/68 | 1              | 0              |             |             | 1      | 0      |
| Всього  | 220            | 212            | 107         | 75          | 327    | 287    |